# Orsilochus cornutus
Orsilochus cornutus är en skalbaggsart som beskrevs av Carl Peter Thunberg 1818. Orsilochus cornutus ingår i släktet Orsilochus och familjen Dynastidae. Inga underarter finns listade i Catalogue of Life.